# Trần Nguyên Mạnh
Trần Nguyên Mạnh (sinh ngày 20 tháng 12 năm 1991) là một cầu thủ bóng đá người Việt Nam đang chơi ở vị trí thủ môn cho câu lạc bộ Thép Xanh Nam Định và đội tuyển bóng đá quốc gia Việt Nam.
Trưởng thành từ lò đào tạo trẻ của Sông Lam Nghệ An, Nguyên Mạnh được đôn lên đội một vào mùa giải 2012. Sau 8 mùa giải gắn bó và tạo dựng tên tuổi ở đội bóng quê hương, anh đã chuyển sang Viettel. Ngay mùa đầu tiên thi đấu cho Viettel, anh đã cùng đội bóng này vô địch V-League, á quân Giải bóng đá Cúp Quốc gia. Sau khi hết hạn hợp đồng với Viettel, Nguyên Mạnh đầu quân cho Nam Định.

## Sự nghiệp câu lạc bộ

### Sông Lam Nghệ An
Năm 14 tuổi, Trần Nguyên Mạnh tham gia thi đấu tại giải bóng đá huyện Đô Lương và được tuyển trạch viên của Sông Lam Nghệ An đưa vào tầm ngắm, lấy về câu lạc bộ để đào tạo.
Mùa giải 2012, Nguyên Mạnh được đôn lên đội một của Sông Lam Nghệ An, bắt dự bị cho thủ môn Nguyễn Viết Nam. Gần cuối mùa giải 2012, Viết Nam dính chấn thương dài hạn, Nguyên Mạnh được trao cơ hội bắt chính và đã có những màn trình diễn xuất sắc trong các vòng đấu cuối của V.League 2012. Từ mùa 2013, Nguyên Mạnh đã trở thành thủ môn số một trong khung gỗ của đội bóng xứ Nghệ.
Ở trận mở màn AFC Cup 2018 gặp câu lạc bộ Tampines Rovers (Singapore), Nguyên Mạnh bị gãy tay sau một pha bắt bóng bổng và phải nghỉ thi đấu hết mùa giải 2018. Mãi đến V.League 2019, Nguyên Mạnh mới trở lại sân cỏ.

### Viettel
Kết thúc mùa giải 2019, Nguyên Mạnh cùng Hồ Khắc Ngọc chia tay SLNA để đầu quân cho câu lạc bộ Viettel. Tại đây, anh giúp đội bóng non trẻ Viettel chỉ phải nhận 25 bàn thua sau 32 trận và trở thành nhân tố đặc biệt quan trọng trong hành trình lên ngôi vô địch V.League 2020 của câu lạc bộ Viettel.
Ngày 18 tháng 11 năm 2022, Viettel đã thông báo chia tay Nguyên Mạnh và Khắc Ngọc. Hợp đồng của cả hai hết hạn từ tháng 11. Nguyên Mạnh cùng Khắc Ngọc không tham gia 3 trận đấu cuối cùng của Viettel ở V.League 1 2022.

### Nam Định
Ngày 5 tháng 12 năm 2022, Nam Định công bố rằng Trần Nguyên Mạnh ký hợp đồng 3 năm với câu lạc bộ từ mùa giải 2023. Mức lương, số tiền lót tay và một số đãi ngộ khác trong điều khoản hợp đồng không được tiết lộ.
Ngày 3 tháng 2 năm 2023, Nguyên Mạnh chính thức ra mắt Nam Định khi bắt chính trong trận thắng 1–0 trướcThành phố Hồ Chí Minh tại vòng 1 V.League 2023.

## Sự nghiệp quốc tế

### Đội tuyển trẻ
Với màn trình diễn xuất sắc ở mùa giải 2013, huán luyện viên Hoàng Văn Phúc quyết định triệu tập thủ môn Nguyên Mạnh vào đội tuyển U-23 Việt Nam đi tập huấn nước ngoài và dự SEA Games 27. Mặc dù thể hiện khá tốt trong những trận được bắt chính, tuy nhiên, Mạnh vẫn chỉ là sự lựa chọn thứ 2 trong khung gỗ của đội tuyển U-23 Việt Nam sau người đàn em Trần Bửu Ngọc. Đáng tiếc hơn, ở SEA Games 27, Nguyên Mạnh không được bắt chính một trận nào và đội tuyển U-23 Việt Nam đã phải về nước sớm.

### Đội tuyển quốc gia
Mặc dù tuyển U-23 bị loại, nhưng chỉ sau đó một thời gian không lâu, Nguyên Mạnh lại được triệu tập lên tuyển dự nốt vòng đấu cuối của vòng loại Asian Cup 2015. Nhưng cũng như ở SEA Games 27, Nguyên Mạnh chỉ là sự lựa chọn số 2 sau người đàn anh nhỉnh hơn về mọi mặt là Nguyễn Mạnh Dũng.
Sau đó, VFF quyết định thay HLV trưởng đội tuyển Việt Nam là Miura Toshiya. Nguyên Mạnh tiếp tục được HLV người Nhật Bản triệu tập vào đội tuyển và may mắn hơn, Mạnh được vị chiến lược gia này chọn cho vị trí gác đền số 1 của tuyển.
Vào ngày 7 tháng 12 năm 2016, Nguyên Mạnh nhận thẻ đỏ đầu tiên trong sự nghiệp thi đấu quốc tế ở trận bán kết lượt về AFF Cup 2016 với Indonesia do đánh nguội cầu thủ đối phương. Kể từ đó, anh chỉ có 1 lần được gọi lên đội tuyển quốc gia tại King's Cup 2019 nhưng cũng chỉ ở vai trò dự bị.
Trước thềm AFF Cup 2020, khi Nguyễn Văn Toản và Đặng Văn Lâm đều chấn thương, Bùi Tấn Trường lại vướng lùm xùm bên ngoài sân cỏ, Nguyên Mạnh được gọi trở lại và trao cơ hội bắt chính trong hầu hết các trận đấu của đội tại giải đấu.
Tháng 1 năm 2022, anh được triệu huấn luyện viên Park Hang-seo triệu tập chuẩn bị cho 2 trận đấu gặp Úc và Trung Quốc tại Vòng loại thứ 3 World Cup 2022 khu vực châu Á. Ngày 1 tháng 2, anh bắt chính trong trận đấu với Trung Quốc trước khi bị chấn thương ở phút 86 và được thay thế bởi Bùi Tấn Trường, trận đấu mà Việt Nam thắng 3–1.

## Cuộc sống cá nhân
Ngày 3 tháng 4 năm 2016, Trần Nguyên Mạnh đã tổ chức lễ cưới với bạn gái Phương Chi tại một trung tâm tổ chức sự kiện ở thành phố Vinh, Nghệ An. Cả hai đã có mối quan hệ tình cảm được sáu năm cho đến thời điểm đó, trước khi Nguyên Mạnh bắt đầu thi đấu cho Sông Lam Nghệ An. Cặp đôi đã chào đón cô con gái đầu lòng sau hơn 5 tháng kết hôn.

## Thống kê sự nghiệp

### Câu lạc bộ
Tính đến ngày 25 tháng 6 năm 2024
| Câu lạc bộ       | Mùa giải  | Giải đấu   | Giải đấu | Giải đấu | Cúp quốc gia | Cúp quốc gia | Châu lục | Châu lục | Khác | Khác | Tổng cộng | Tổng cộng |
| Câu lạc bộ       | Mùa giải  | Hạng       | Trận     | Bàn      | Trận         | Bàn          | Trận     | Bàn      | Trận | Bàn  | Trận      | Bàn       |
| ---------------- | --------- | ---------- | -------- | -------- | ------------ | ------------ | -------- | -------- | ---- | ---- | --------- | --------- |
| Sông Lam Nghệ An | 2012      | V.League 1 | 3        | 0        | 1            | 0            | —        | —        | —    | —    | 4         | 0         |
| Sông Lam Nghệ An | 2013      | V.League 1 | 18       | 0        | 1            | 0            | —        | —        | —    | —    | 19        | 0         |
| Sông Lam Nghệ An | 2014      | V.League 1 | 22       | 0        | 1            | 0            | —        | —        | —    | —    | 23        | 0         |
| Sông Lam Nghệ An | 2015      | V.League 1 | 18       | 0        | 2            | 0            | —        | —        | —    | —    | 20        | 0         |
| Sông Lam Nghệ An | 2016      | V.League 1 | 25       | 0        | 2            | 0            | —        | —        | —    | —    | 27        | 0         |
| Sông Lam Nghệ An | 2017      | V.League 1 | 24       | 0        | 7            | 0            | —        | —        | —    | —    | 31        | 0         |
| Sông Lam Nghệ An | 2018      | V.League 1 | —        | —        | —            | —            | 1        | 0        | —    | —    | 1         | 0         |
| Sông Lam Nghệ An | 2019      | V.League 1 | 23       | 0        | 1            | 0            | —        | —        | —    | —    | 24        | 0         |
| Sông Lam Nghệ An | Tổng cộng | Tổng cộng  | 133      | 0        | 15           | 0            | 1        | 0        | 0    | 0    | 149       | 0         |
| Viettel          | 2020      | V.League 1 | 20       | 0        | 5            | 0            | —        | —        | —    | —    | 25        | 0         |
| Viettel          | 2021      | V.League 1 | 12       | 0        | —            | —            | 4        | 0        | 1    | 0    | 17        | 0         |
| Viettel          | 2022      | V.League 1 | 19       | 0        | —            | —            | 1        | 0        | —    | —    | 20        | 0         |
| Viettel          | Tổng cộng | Tổng cộng  | 51       | 0        | 5            | 0            | 5        | 0        | 1    | 0    | 62        | 0         |
| Nam Định         | 2023      | V.League 1 | 18       | 0        | 3            | 0            | —        | —        | —    | —    | 21        | 0         |
| Nam Định         | 2023-24   | V.League 1 | 25       | 0        | 2            | 0            | —        | —        | —    | —    | 27        | 0         |
| Nam Định         | Tổng cộng | Tổng cộng  | 43       | 0        | 5            | 0            | 0        | 0        | 0    | 0    | 48        | 0         |
| Tổng cộng        | Tổng cộng | Tổng cộng  | 227      | 0        | 25           | 0            | 6        | 0        | 1    | 0    | 259       | 0         |

### Quốc tế
Tính đến ngày 1 tháng 2 năm 2022
| Việt Nam  | Việt Nam | Việt Nam |
| Năm       | Trận     | Bàn      |
| --------- | -------- | -------- |
| 2014      | 7        | 0        |
| 2015      | 4        | 0        |
| 2016      | 13       | 0        |
| 2021      | 5        | 0        |
| 2022      | 4        | 0        |
| Tổng cộng | 33       | 0        |

## Thành tích

### Câu lạc bộ

#### Đội trẻ Sông Lam Nghệ An
- Giải bóng đá U-17 quốc gia: 2008
- Giải bóng đá U-21 quốc gia: 2012

#### Sông Lam Nghệ An
- Cúp Quốc gia: 2017

#### Viettel
- V.League 1: 2020
- Á quân Cúp Quốc gia: 2020

#### Thép Xanh Nam Định
- V.League 1: 2023–24

### Quốc tế

#### Việt Nam
- AYA Bank Cup: 2016